# Babulin
Babulin (arab. بابولين) – miejscowość w Syrii, w muhafazie Idlib. W 2004 roku liczyła 2322 mieszkańców.